# المدرسة الفلبينية العالمية (جدة)
المدرسة الفلبينية العالمية بجدة (بالإنجليزية: International Philippine School in Jeddah)‏ هي مدرسة فلبينية دولية تقع في مدينة جدة، المملكة العربية السعودية. تدرس جميع الفئات العمرية من الإبتدائية إلى الثانوية. بدءاً من عام 2005 أصبح لديها أكثر من 1000 طالب، مما يجعلها أكبر مدرسة فلبينية دولية في العالم.

## تاريخها
المدرسة الفلبينية العالمية بجدة هي المدرسة الفلبينية الدولية الأولى التي أنشأتها وزارة الشؤون الخارجية الفليبينية.
تأسست في عام 1981 وفي عام 1983 بدأت القنصلية الفلبينية بإنشاء مبنى المدرسة الحالي.

## المنهج
بالإضافة إلى المنهج الدراسي الفلبيني تشمل مواد المنهج ما قبل الابتدائية:
- اللغة الإنجليزية
- العلوم
- الرياضيات

بالإضافة الذي المواد أعلاه يشمل المنهج الأولي إيضاً:
- هيكاسي (المناهج التعليمية الأساسية في الفلبين تشمل الجغرافيا، التاريخ، التربية المدنية(الوطنية) بالإضافة إلى دروس الاقتصاد المنزلي).
- P.E.H.M. (الصحة، التربية البدنية، الموسيقى، الفنون).
- العربية / الإسلامية
- اللغة الفلبينية

## الروابط الخارجية
1. ↑  "Location directions." International Philippine School in Jeddah. Retrieved on November 5, 2015. نسخة محفوظة 01 أبريل 2016 على موقع واي باك مشين.
2. ↑  "About Our School." International Philippine School in Jeddah. Retrieved on November 5, 2015. نسخة محفوظة 01 أبريل 2016 على موقع واي باك مشين.
3. 1 2  Salud, Francis R. "2 More Filipino Schools to Open in Jeddah" (Archive). عرب نيوز. Thursday 7 March 2005. Retrieved on 5 November 2015. نسخة محفوظة 19 مايو 2017 على موقع واي باك مشين.
4. ↑  "Home." International Philippine School in Jeddah. Retrieved on November 5, 2015. نسخة محفوظة 01 أبريل 2016 على موقع واي باك مشين.

- 2 More Filipino Schools to Open in Jeddah" (Archive
- A system within a system: the Philippine schools overseas